# Taira liboensis
Taira liboensis là một loài nhện trong họ Amaurobiidae.
Loài này thuộc chi Taira. Taira liboensis được miêu tả năm 2004 bởi Zhu, Jun Chen & Zhang.